# 普通法婚姻
普通法婚姻、事实婚姻或事實婚，是非正式婚姻的一種形態，是指在部分司法区，一对夫妻无需正式注册民事或宗教婚姻，依然在法律被承认婚姻有效的法律框架。
普通法婚姻的最初概念是指被双方承认，但未被正式记录在国家或宗教记录局中，亦未在正式的宗教仪式中庆祝的婚姻。
普通法婚姻有着广泛的非正式使用，这个术语来指代所有同居的伴侶，而不管他们实际的法律状态，这导致许多公众的误解。

## 术语
普通法婚姻是一种在没有婚姻许可证或参加婚礼的前提条件下产生法律效力的婚姻。 这种婚姻发生在两个有法律婚姻能力且意图结为夫妻的人一起生活并向外界宣称自己是夫妻的情况下。

### 普通法婚姻与同居关系
术语“普通法婚姻”常常被错误地用来描述各种类型的伴侣关系，比如（无论是否登记）同居或其他法律正式化的关系。尽管这些人际关系通常被称为“普通法婚姻”，但与其原始含义不同，它们在法律上并没有被承认为“婚姻”，而是类似于“同居伴侣”、“注册伴侣”、“婚姻联合”或“民事结合”的平行人际地位。非婚姻关系合同在不同司法管辖区间的承认程度可能并不相同。
在加拿大，虽然一些省份可能会赋予类似婚姻关系的伴侣许多婚姻的权利和责任，但在法律上他们并不被视为已婚。在许多情况下，比如税收和经济索赔，对他们可能会法律定义为“未婚配偶”，并在这些情境下与已婚配偶享有相同的待遇。
2008年英国的一项调查显示，51%的受访者错误地认为同居伴侣拥有与已婚夫妻相同的权利。
在苏格兰，普通法婚姻是不存在的，尽管曾经有一种名为“同居且有名有誉的婚姻”的非正规婚姻形式适用于特殊情况下的伴侣关系，直到2006年被《家庭法（苏格兰）法案2006》废除（2006年5月4日之前确立的非正规婚姻仍然被承认）。

## 历史
9世纪之前，所谓的“普通法婚姻”是欧洲的唯一合法婚姻。西罗马帝国于公元476年灭亡后，日耳曼人在被占领的土地上建立了各蛮族国家。在法律适用方面，它们实行属人主义原则，即对被征服的罗马臣民则保留罗马法，日耳曼法只适用于日耳曼人。罗马自共和末期开始，男女双方婚姻的正式成立已不要求特定的方式了，即使没有吉日择定和婚典的举行，婚姻的成立也会受到社会和法律的承认。也就是说，婚姻是否有效基本上与任何特定的典礼无关。符合法定条件的双方之共同生活，伴之以结婚的意图和看待，就构成婚姻。中世纪早期，在原罗马帝国居住的野蛮人或日耳曼人中间，婚姻有效的条件是婚禮之后通过第一次性行为而完成结婚。总之，中世纪前半叶，欧洲的任何地方均将婚姻的成立当作个人的、纯世俗、几乎完全不受法律调整的事务。九世纪之后，“普通法婚姻”得到承认。查里曼大帝大约在公元800年、英格兰國王愛德蒙大约在公元940年，要求结婚必须举办宗教仪式。
10世纪到13世纪期间，教会更加强烈地要求其信徒必须按照教会的典礼结婚，并对不遵守的人进行谴责。其目的是对于结婚提供更多的宗教色彩，对于结婚提供公示以排除秘密结婚引发的问题。
从13世纪到16世纪，教会日益要求结婚实现更多的形式化、公开化、介入化，但是，罗马的传统深入人心，教会渴望人们置身于娼妓关系之外和所生的子女成为婚生子女，教会担心人们会因不承认非正式婚姻而放弃基督教，所以教会承认很多秘密的结合有效，并朝着有效的方向推定不规则的结合。
在英格兰，得到承认的非正式婚姻有两类：

- 其一是根据现在诺言的婚约。它是指如果男女双方以现在时的词语同意接受对方为配偶，那么双方即成为夫妻。此类婚姻是完全有效的。如果其中的一方与第三人缔结了合法的仪式婚姻，前者也能胜过后者。

- 其二是根据对将来的诺言的婚约。它是指如果男女双方承诺在将来某一时刻结婚且后来性交，那么双方即成为夫妻。在发生性行为时，婚姻关系已经产生。

11世纪到12世纪，无论在欧洲还是英格兰，教会都获得了与婚姻相关的事务排他的管辖权。它有权决定婚姻是否有效。在教会法院中，相当可观的诉讼涉及到所交换的词语之条件和含义，涉及到双方当事人是否通过性行为缔结了婚姻关系。
16世纪、18世纪之后，普通法婚姻分别在欧洲大陆和英国退出历史舞台。
1563年，罗马天主教会通过了特伦多决议。它规定，以后未在牧师和证人面前举行仪式的结婚无效。实质上，它在整个欧洲大陆废除了非正式的、私下的结婚。
1753年，英国国会通过婚姻法。它规定，未在教堂（指英國聖公會）或公共的小礼堂进行的结婚，或者未经公告或许可进行的结婚，几乎在一切方面都是无效的。不过，该法不适用于英格兰和威尔士之外的结婚。
近年，婚姻制度已趨向世俗化，更多的婚姻不會在宗教場所內進行，婚姻需要得到政府的承認，不論是否在宗教場所內進行。